# Vittorio Monti

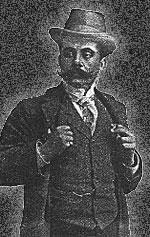
Vittorio Monti (Datum unbekannt)

Vittorio Monti (* 6. Januar 1868 in Neapel; † 20. Juni 1922 ebenda) war ein italienischer Violinist und Komponist.

## Leben
Monti studierte in Neapel Violine und Komposition am Conservatorio di San Pietro a Majella. Um 1900 erhielt er eine Berufung als Dirigent des Lamoureux-Orchesters in Paris. In späteren Jahren widmete er sich mehr dem Violin- und Mandolinenspiel; beide Instrumente unterrichtete er auch, für die Mandoline verfasste er überdies ein Lehrbuch.

## Werk
Vittorio Monti schrieb einige Ballette und Operetten. Sein berühmtestes Musikstück ist der Csárdás, ein beliebtes Virtuosenstück, das sich im Repertoire vieler Zigeunermusik-Kapellen befindet. Neben Montis originaler Komposition, die für solistische Mandoline beziehungsweise Violine mit Klavier- oder Orchesterbegleitung verfasst ist (die Widmungsträgerin Juliette Dantin war Violinistin), sind heute zahlreiche Bearbeitungen für verschiedenste Soloinstrumente und Besetzungen im Umlauf.